# Bartolomeo Pepe
Bartolomeo Pepe (Napoli, 3 novembre 1962 – Napoli, 23 dicembre 2021) è stato un politico italiano.

## Biografia
Nato a Napoli, viveva a Casalnuovo di Napoli. 

### Attività politica da ambientalista e malattia
Nel 2009 fu promotore e candidato della lista "Per il Bene Comune" alle elezioni comunali di Casalnuovo di Napoli, il cui candidato sindaco era il medico-ambientalista Antonio Marfella. La lista era espressione di una lista civica nazionale promossa da Fernando Rossi, senatore espulso dal PDCI, per le sue posizioni contro l'impegno delle truppe italiane in Afghanistan.
Successivamente continuò l'attività politica assieme al dott. Marfella su alcuni temi legati al binomio salute-inquinamento, come la richiesta di istituzione di un registro tumori per la terra dei fuochi o indagini per la presenza anomala di policlorobifenili (PCB) nel cosiddetto triangolo della morte.
Nel 2012 si ammala di Linfoma di Hodgkin, un tumore ai linfonodi. Dichiara che la causa sono i roghi tossici della regione e del lavoro come operaio in una fabbrica locale che tratta rifiuti speciali, chiedendo alla politica di intervenire sia con un registro tumori che effettuando analisi tossicologiche alla popolazione per prevenire casi come il suo.,

### Elezione a senatore
Alle elezioni politiche del 2013 fu candidato al Senato della Repubblica, in regione Campania, con il Movimento 5 Stelle, venendo eletto senatore della XVII legislatura.
Da senatore si fece promotore delle istanze ambientaliste che lo hanno portato in parlamento, ispezionando diversi siti di smaltimento dei rifiuti in Campania. Nell'agosto 2013 gli viene negato l'accesso per un'ispezione a sorpresa al sito di smaltimento STIR di Giugliano, avvenimento che lui denuncia come reato. Propose e ottenne dalla Presidenza della Repubblica di premiare il primario di oncologia Antonio Marfella con il titolo di Cavaliere dell'ordine al merito, per il suo impegno ambientalista.
Continuò da senatore a promuovere una raccolta dati per i tumori e le altre malattie correlate all'inquinamento ambientale assieme ai medici dell'ISDE.
Sovvenzionò a proprie spese le analisi tossicologiche a persone esposte ad inquinanti o affette da particolari patologie all'interno del progetto "Analisi per la Vita".
In politica estera ha manifestato interesse e supporto per i paesi sudamericani del  movimento bolivariano ALBA, in particolare per il Venezuela e per il rivoluzionario Hugo Chavez. Considerava gli Stati Uniti e il loro estremo militarismo, come uno dei paesi più pericolosi per la pace del mondo.
Nel mese di marzo 2014 venne sfiduciato dal meetup di Napoli. Pepe denunciò le irregolarità da parte del M5S riguardo alla sua elezione a membro della commissione eco-mafie, accusando il partito di volerlo escludere, annullando le votazioni che lo vedono vincitore. Il senatore sostenne inoltre che la sfiducia nei suoi confronti fosse alimentata da interessi occulti riguardanti la gestione illecita dei rifiuti nel sito di Pianura.
Il 27 marzo 2014 abbandonò il Movimento 5 Stelle e passa al Gruppo misto; tentando in prima battuta di riunire in un gruppo parlamentare tutti gli ex M5S. Il successivo 15 maggio 2014 aderì alla componente del Gruppo misto "Italia Lavori in Corso", rimanendo all'interno di essa sino al 10 luglio 2014, data in cui passa all'altra componente del Gruppo misto "Movimento X" (quest'ultima composta dai senatori ex M5S dimissionari Laura Bignami, Maurizio Romani e Maria Mussini).
In questo periodo presentò assieme alle associazioni di Categoria degli Autotrasportatori un DDL per il riconoscimento dello status di "lavoro usurante", con relativi vantaggi, per i camionisti.

Il 26 gennaio 2015 aderì alla Federazione dei Verdi diventando così il primo esponente e portavoce al Senato; a tal proposito il 1º aprile 2015 forma la componente del Gruppo misto "Verdi".
Assieme all'associazione di settore UPIAL, presenta in senato un DDL per emendare il Decreto Bersani-Visco e ristabilire i tariffari minimi per le prestazioni professionali
. 
L'11 giugno 2015 abbandonò il gruppo misto e aderì al gruppo parlamentare di centro-destra "Grandi Autonomie e Libertà-Unione dei Democratici Cristiani e dei Democratici di Centro", partiti a cui comunque non aderì mai.

### Controversie
Fu sostenitore di varie teorie del complotto, tra cui quelle che vorrebbero collegare le cause dell'autismo a campagne vaccinali che sarebbero dettate da interessi economici delle grandi multinazionali farmaceutiche, quella dell'uso delle cosiddette "scie chimiche" come strumento di geoingegneria e controllo della popolazione, oppure quella della sorveglianza domestica dei cittadini attuata su scala globale tramite elettrodomestici e dispositivi elettronici di uso comune.
Nel settembre 2016 organizzò, presso la sala Convegni di piazza Capranica, la proiezione del documentario Vaxxed di Andrew Wakefield, incentrato sulla presunta correlazione tra vaccini e autismo. La proiezione, che avrebbe dovuto tenersi il successivo 4 ottobre, venne annullata a seguito di numerose proteste.
Tra il 28 settembre 2016 e il 1º ottobre 2016 apostrofò in pubblico Daniele Matteo Cereda, un uomo autistico ad alto funzionamento (sindrome di Asperger) di 33 anni, accusandolo in pubblico di essere un agente sotto contratto di lobby farmaceutiche che lo pagano per spacciarsi per autistico e fare disinformazione.
Sostenitore di teorie di controllo sociale vicine al concetto di capitalismo di sorveglianza di Shoshana Zuboff nel marzo 2017, via Twitter, affermò che i moderni elettrodomestici contengono tecnologie che permettono di raccogliere informazioni sulle persone violandone il domicilio a loro insaputa.
Sempre nel 2017, alla trasmissione La Zanzara su Radio 24, dichiarò che «le epidemie sono inventate» e che «i vaccini servono per inibire la coscienza» e per controllarci. Mantenne posizioni analoghe anche durante la pandemia di COVID-19, per la quale nel 2020 dichiarò «Bisogna sgonfiare questa ridicola isteria, fomentata ad arte, per il coronavirus».

### Morte
Il 23 dicembre 2021 è deceduto presso l'Ospedale Domenico Cotugno di Napoli, dove si trovava ricoverato in terapia intensiva per polmonite interstiziale bilaterale causata da COVID-19.